# Andreaskirche (Hattem)

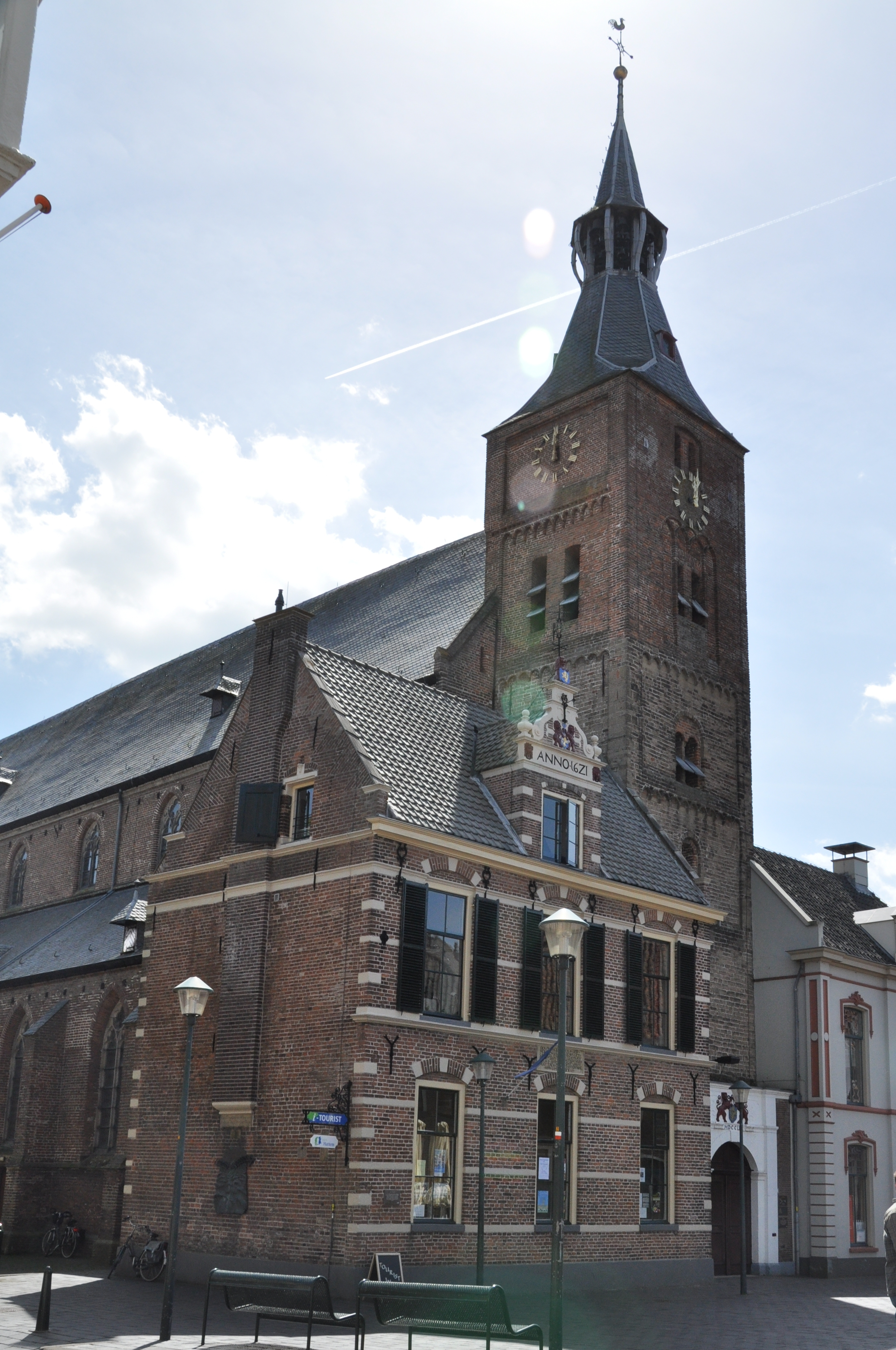
Grote of Andreaskerk (Hattem)

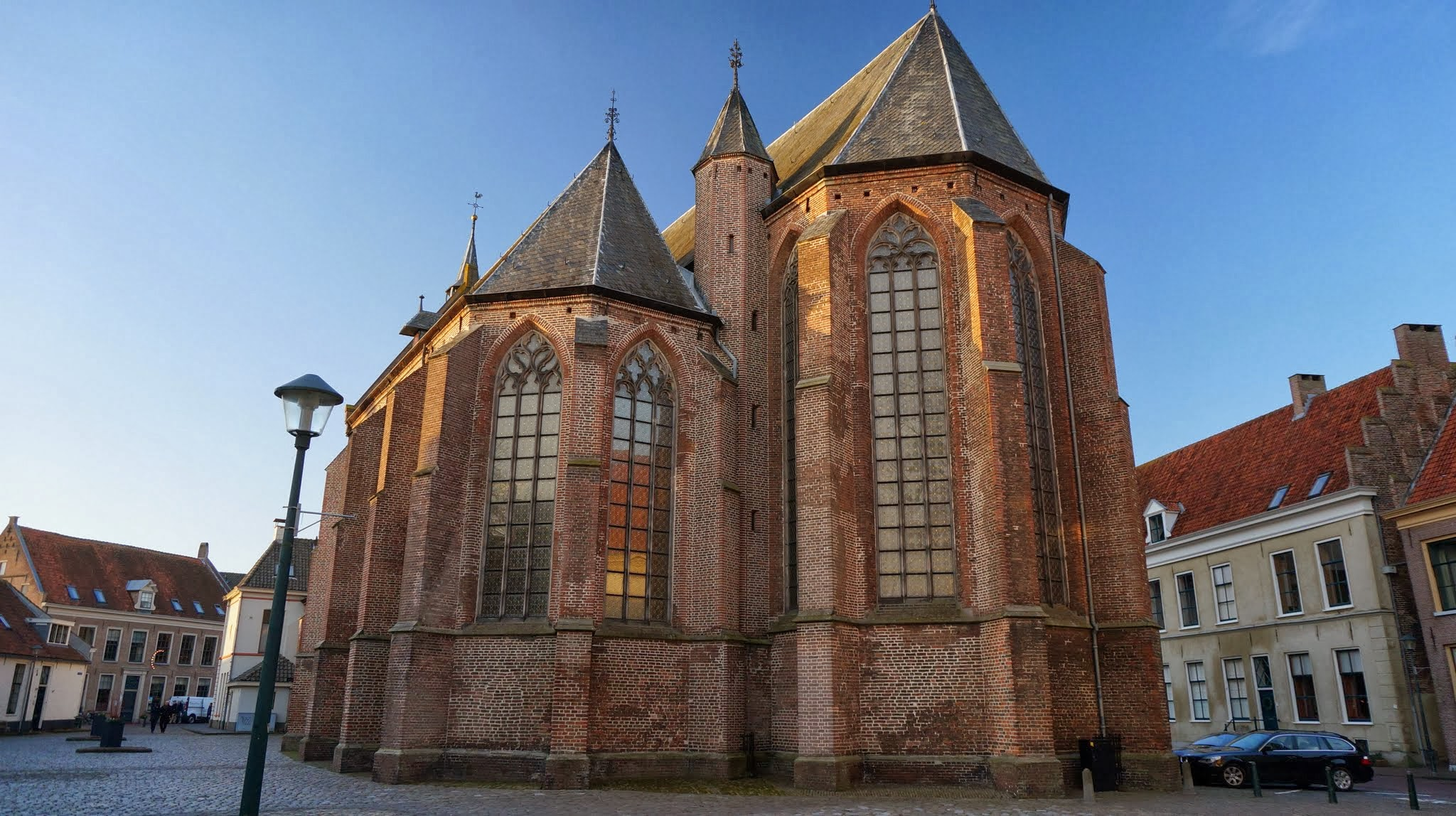
Ostansicht

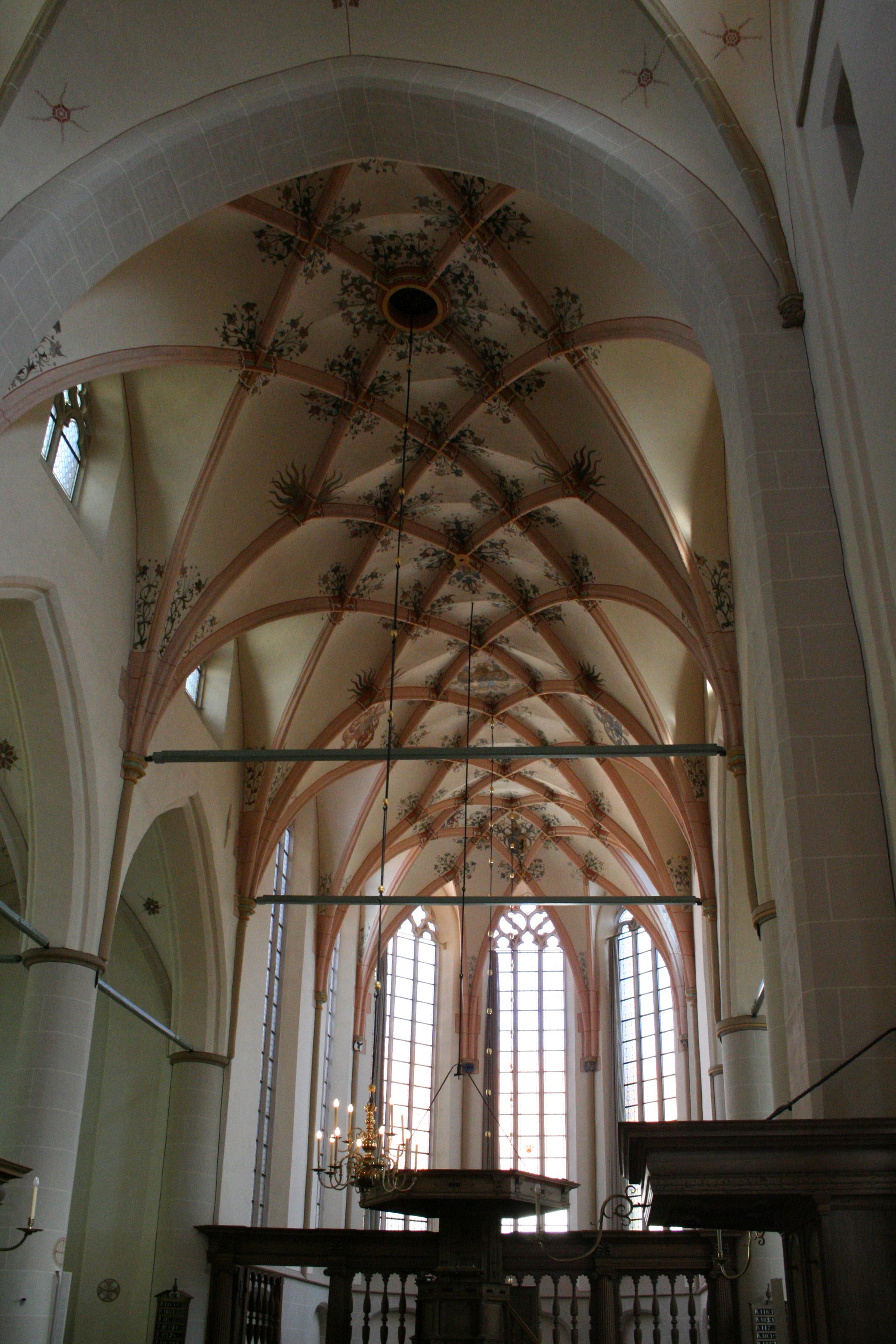
Innenansicht

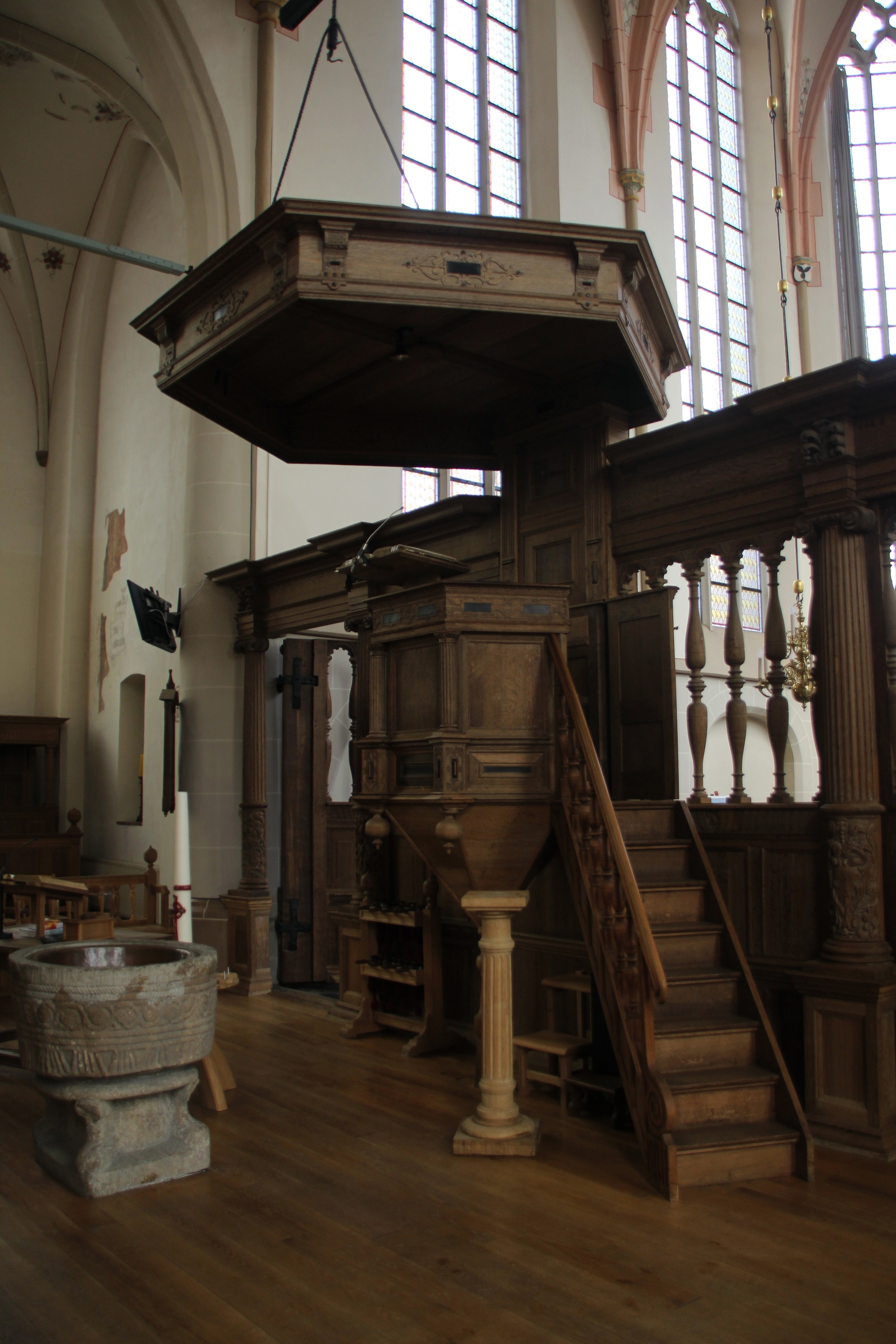
Kanzel und Taufstein

Die Große oder Andreaskirche (niederländisch Grote of Andreaskerk (Hattem)) ist eine gotische Kirche mit romanischem Turm am Markt in der Stadt Hattem in der niederländischen Provinz Gelderland. Sie wird von der reformierten Kirche von Hattem für Gottesdienste genutzt. In dem Gebäude werden auch Orgelkonzerte und andere musikalische Veranstaltungen durchgeführt.

## Geschichte

### Romanische Kirche
Der Vorgängerbau des heutigen Bauwerks wurde um das Jahr 1225 errichtet. Dies war eine romanische Kirche, von der heute nur noch der Turm erhalten ist. Andere Spuren sind jedoch noch vorhanden: an der Rückwand, also der Ostwand des Turmes, sind noch die Flächen des romanischen Kirchendaches sichtbar. Darüber hinaus ist mit dem Taufstein ein wichtiges Ausstattungsstück aus der ersten Kirche erhalten geblieben.

### Gotische Kirche
Durch die Ausdehnung der Stadt Hattem, die inzwischen 1299 die Stadtrechte erhalten hatte, wurde die Andreaskirche zu klein. Obwohl die Pest in Westeuropa zur Epidemie geworden war, wuchs die Bevölkerung der Stadt so stark an, dass eine neue Kirche notwendig wurde. Im ersten Viertel des 15. Jahrhunderts wurde eine völlig neue, gotische Kirche gebaut. Der gotische Chor wurde 1407 fertiggestellt; am 27. Oktober 1407 wurde sie vom Bischof von Utrecht geweiht. Seit diesem Datum ist auch bekannt, welche Schutzpatrone der Kirche zugeordnet wurden, nämlich: der Apostel Andreas und die heilige Katharina von Alexandrien. Das gotische Kirchenschiff wurde um 1420–1425 fertiggestellt.
Der Ursprung der Gestaltung ist in verschiedenen Kirchengebäuden in der Umgebung zu finden. Während die Hauptkirchen in Zwolle und Deventer und in kleinerem Maßstab in Hasselt und Vollenhove als geräumige Hallenkirchen gebaut wurden, wählte man in den kleineren Städten an der nördlichen Veluwe wie Harderwijk, Elburg und Hattem die basilikale Bauform, in Anlehnung an die Entwürfe des Doms von Utrecht und der Bovenkerk in Kampen. In Hattem wurde eine reine basilikale Form gewählt. Die Wandstruktur des Kirchenschiffs zeichnet sich durch eine vereinfachte Form der klassischen Gotik aus, wobei die charakteristische dreiteilige Wandstruktur beibehalten wurde: eine erste Arkadenzone, mit Öffnungen zwischen den Pfeilern zu den Seitenschiffen hin, eine zweite Zone, auch Triforium genannt, mit einer Reihe von Nischen und eine dritte Fensterzone, auch Obergaden genannt. Dadurch entstand ein dreischiffiges Kirchenschiff: ein hohes Mittelschiff, flankiert von niedrigeren Seitenschiffen an der Nord- und Südseite. Gleichzeitig mit der Fertigstellung des Kirchenschiffs wurde wahrscheinlich auch eine Orgel eingebaut. Bauarchäologische Untersuchungen im Jahr 1973 ergaben, dass der Bau, auf dem sich die Orgel aus dem 16. Jahrhundert befindet, im Jahr 1423 errichtet wurde. Die Empore der Orgel aus dem frühen fünfzehnten Jahrhundert ist noch vorhanden. Im Jahr 1429 wurde die Kirche von einem Blitz getroffen, wodurch ein Brand entstand. Die Wiedereinweihung der Altäre erfolgte am 11. Juni 1436, als die Restaurierungs- und Reparaturarbeiten abgeschlossen waren.
Im Jahr 1436 wurde der Bau provisorisch fertiggestellt, doch zu diesem Zeitpunkt gab es bereits Erweiterungspläne, die 1504 abgeschlossen wurden. Der Chor aus dem Jahr 1407 wurde durch einen neuen ersetzt, und zu beiden Seiten des nun verlängerten Kirchenschiffs wurden Kapellen gebaut. An der Nordseite wurde die Annakapelle um 1504 erbaut, an der Südseite wurde die Marienkapelle um 1440 fertiggestellt. Um den neuen Chor und das Kirchenschiff abzuschließen, wurde 1646 eine Chorschranke errichtet, in die eine Kanzel aus dem Jahr 1635 integriert wurde, die vermutlich zuvor an der mittleren Westseite einem südlichen Schiffspfeiler angebracht war. Diese Veränderungen fanden statt, als die Stadt, ihre Bewohner und damit auch ihre Kirche bereits der neuen Lehre, dem evangelischen Glauben, anhingen. Außerdem wurden 1646 verschiedene Magistratsstühle aufgestellt. Platz dafür war vorhanden, weil die Seitenaltäre bei der Reformation entfernt wurden. Das Gestühl bot Platz für den Magistrat der Stadt und dessen Mitgliedern, wie dem Bürgermeister, den Schöffen und anderen Würdenträgern. Diese Kirchenbänke sind noch immer in der Kirche vorhanden, neben vielen anderen authentischen Kirchenbänken, die adligen Familien und anderen angesehenen Bürgern Platz boten. Bei der letzten Innenrestaurierung von 1986–1995 wurde dieses Gestühl gründlich restauriert. Auch die Malereien, deren Existenz seit 1900 bekannt war, und die zumeist aus Fantasieblumen, Paspeln und Rosetten bestanden, wurden restauriert und erstrahlen in neuem Glanz. Das Schiff war über lange Zeit weiß getüncht.

### Taufbecken
Der Taufstein aus der ersten romanischen Kirche und damit aus dem 13. Jahrhundert ist erhalten geblieben. Das Taufbecken, das aus einem Stück Bentheimer Sandstein gehauen wurde, ist immer noch in Gebrauch. Obwohl es eine Zeit lang außerhalb der Kirche blieb, als es wahrscheinlich in einem Stadtpark stand, bekam es um 1900 durch die Bemühungen des damaligen Stadtarchivars F.A. Hoefer wieder einen Platz in der Kirche. Ursprünglich befand es sich im Chor, aber 1959 wurde das Taufbecken vor der Kanzel aufgestellt und erhielt so seine ursprüngliche Funktion zurück. Das Aussehen des Taufbeckens, das außen mit Weinreben geschmückt ist, verweist auf die Bedeutung der Taufe durch die Analogie zu Joh 15,1–8 : „Ich bin der Weinstock, ihr seid die Reben.“

## Orgeln
In der Kirche gibt es zwei Orgeln.

### Slegel-Orgel

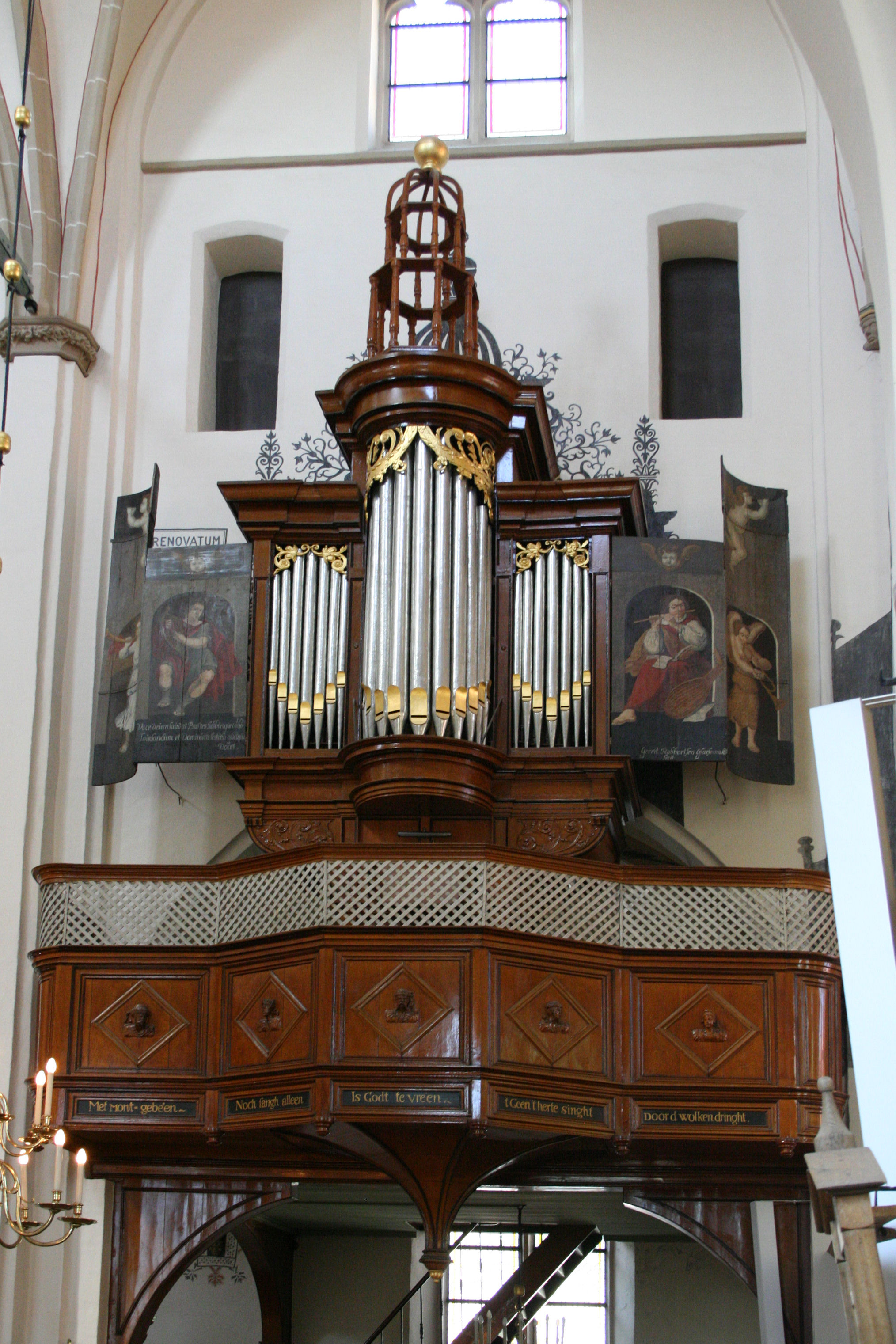
Slegel-Orgel

Das älteste Instrument entstand in der Mitte des 16. Jahrhunderts und wurde im 17. Jahrhundert modifiziert und erweitert. Es ist bekannt, dass die Orgel von Jan Slegel gebaut und 1677 fertiggestellt wurde. Die Orgel, die älteres Pfeifenwerk enthält, wurde im Laufe der Jahre umgebaut und erweitert. Im Jahr 1974 führte die Firma Flentrop Orgelbouw eine Generalrestaurierung durch, mit dem Ziel, den Zustand von 1677 wiederherzustellen. Charakteristisch für die Orgel sind die Schnitzereien aus dem 16. Jahrhundert und die Prospekttüren mit Malereien aus den Jahren 1662 und 1667. Die Orgel mit der mitteltönigen Stimmung wird immer noch für die Begleitung des Gemeindegesangs verwendet. Auffällig ist der Sinnspruch an der Orgelempore:
„Met mont – gebe’en

Noch sangh alleen

Is Godt te vre’en

’t Geen ’t herte singht

Door d’wolken dringht“

„(Weder) Mit Mund-Gebeten

Noch mit Gesang allein

Ist Gott zufrieden.

(Nur) Was das Herz singen kann,

Durch die Wolken dringt.“

Die Disposition lautet:
| Manuaal CDEFGA–c3   |    |
| Prestant            | 8′ |
| Holpijp             | 8′ |
| Octaaf              | 4′ |
| Roerfluit           | 4′ |
| Octaaf              | 2′ |
| Fluit               | 2′ |
| Mixtuur IV          |    |
| Tertiaan II (ab d1) |    |
| Trompet             | 8′ |

| Pedaal CDEFGA–g0 |
| angehängt        |

### Flentrop-Orgel

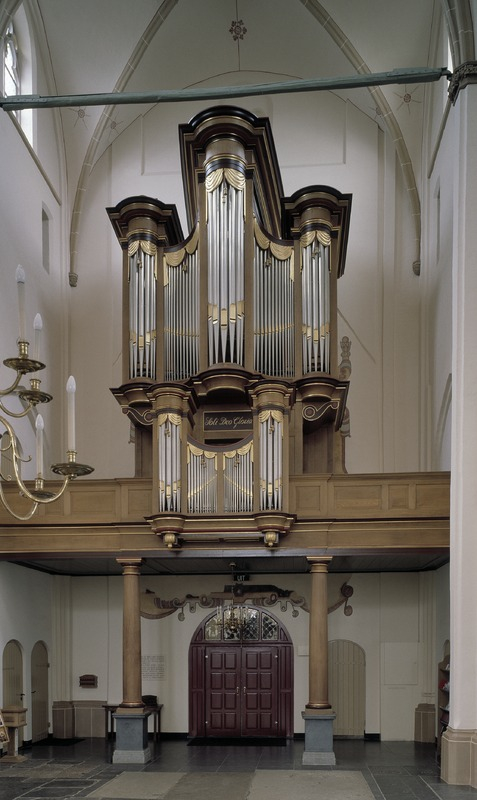
Flentrop-Orgel

Die zweite Orgel, auch große Orgel genannt, wurde nach einer Reihe von Vorgängern eingebaut, weil die oben erwähnte Orgel als zu klein für die Begleitung des Gemeindegesangs angesehen wurde. Das Hauptgehäuse wurde ursprünglich 1855 für eine Orgel in einer Kirche in Waterloo in Belgien von François-Bernard Loret gebaut. Im Jahr 1974 wurde der ansonsten leere Prospekt gekauft und eine Empore mit Rückpositiv entworfen. Während der Restaurierung wurde die Orgel gereinigt und gewachst. Der Einbau der Orgel wurde von der Firma Flentrop vorgenommen, die auch die Pfeifen neu anfertigte.
Die Disposition lautet:
| I Grand Orgue C–g3 |       |
| Bourdon            | 16′   |
| Montre             | 8′    |
| Bourdon            | 8′    |
| Prestant           | 4′    |
| Flûte              | 4′    |
| Nasard             | 2 ⁄3′ |
| Doublette          | 2′    |
| Fourniture IV      |       |
| Cymbale III        |       |
| Cornet V           |       |
| Trompette          | 8′    |
| Voix Humaine       | 8′    |
| Clairon            | 4′    |

| II Positif de dos C–g3 |        |
| Bourdon                | 8′     |
| Prestant               | 4′     |
| Flûte                  | 4′     |
| Nasard                 | 2 ⁄3′  |
| Doublette              | 2′     |
| Tierce                 | 1 3⁄5′ |
| Larigot                | 1 ⁄3′  |
| Fourniture III         |        |
| Cromorne               | 8′     |

| III Récit a–g3 |    |
| Bourdon        | 8′ |
| Cornet IV B    |    |
| Hautbois       | 8′ |

| Pédale C–f1 |     |
| Sousbasse   | 16′ |
| Flûte       | 8′  |
| Bourdon     | 8′  |
| Prestant    | 4′  |
| Bombarde    | 16′ |
| Trompette   | 8′  |

- Koppeln: II/I, I/P, II/P
- Effektregister: Tremulant

## Turm
Der untere Teil des Turms der Kirche hat einen Backsteinkern mit einer äußeren Tuffsteinverkleidung, die vermutlich in einer späten Phase der Romanik entstanden ist. Dies wird durch die Friese bis zum dritten Geschoss des Turms begründet. Um 1225, als die romanische Kirche entstand, wurde auch der Turm fertiggestellt. Die Grundfläche des Turms misst 5,45 × 6,03 Meter. Da der First des gotischen Kirchenschiffs bei seiner Fertigstellung um 24 Meter erhöht wurde, wurde auch der Turm erhöht. Der romanische Teil geht bis zur Höhe von 16,50 Meter über dem Boden. Der obere Teil bestand aus einer Ziegelkonstruktion von etwa 8 Metern. Auf den Turmkörper wurde das alte Giebeldach des romanischen Turms aufgesetzt, das 1611 durch die heutige Turmspitze ersetzt wurde.

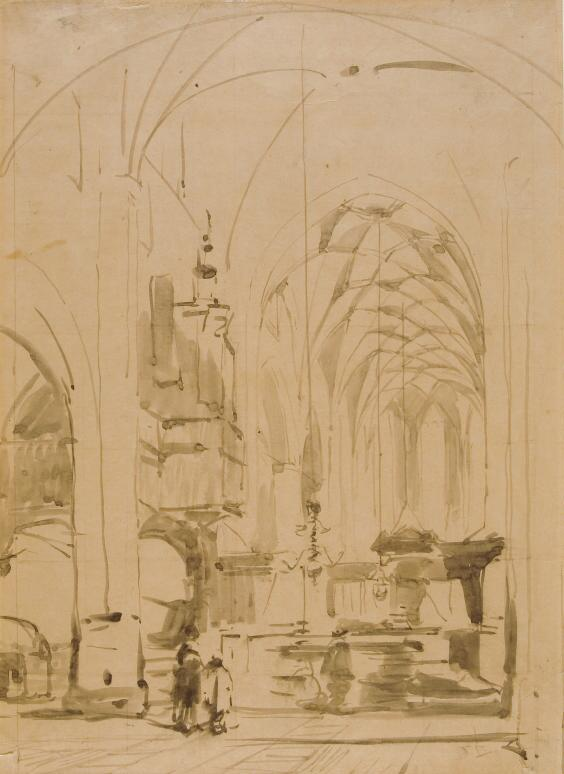
Skizze von Johannes Bosboom
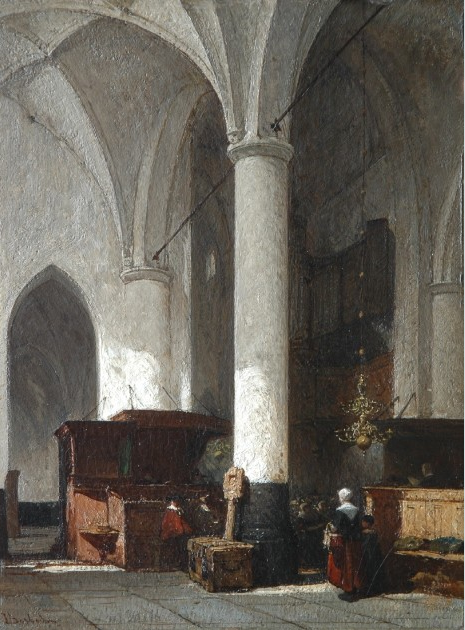
Ölfarbe auf Holz von Johannes Bosboom
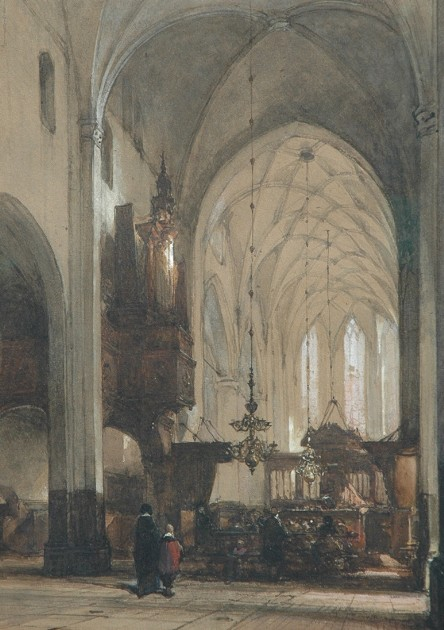
Aquarell auf Papier von Johannes Bosboom
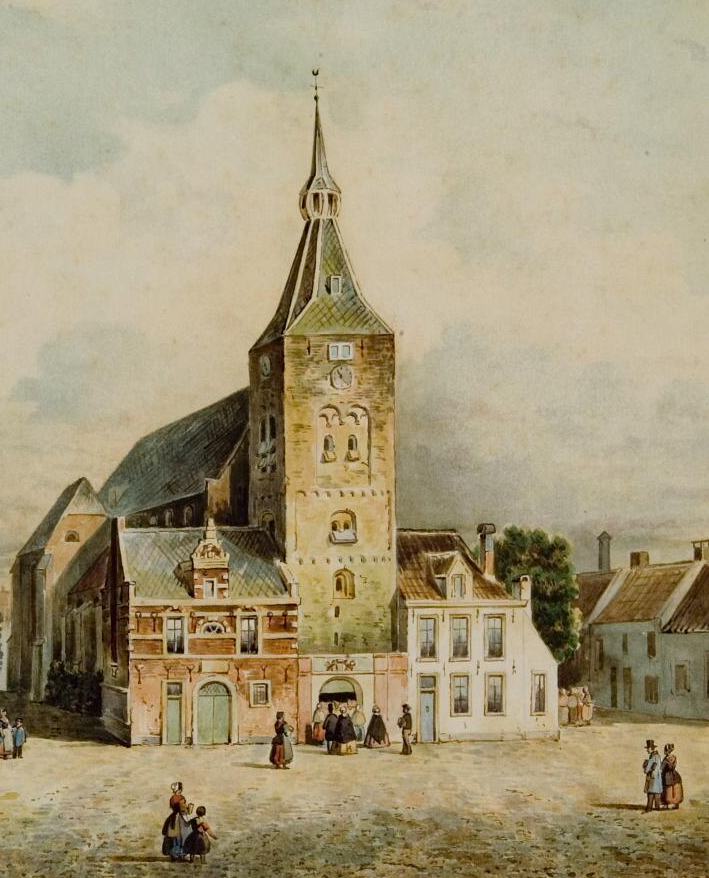
Detail einer Pinselzeichnung, 1870
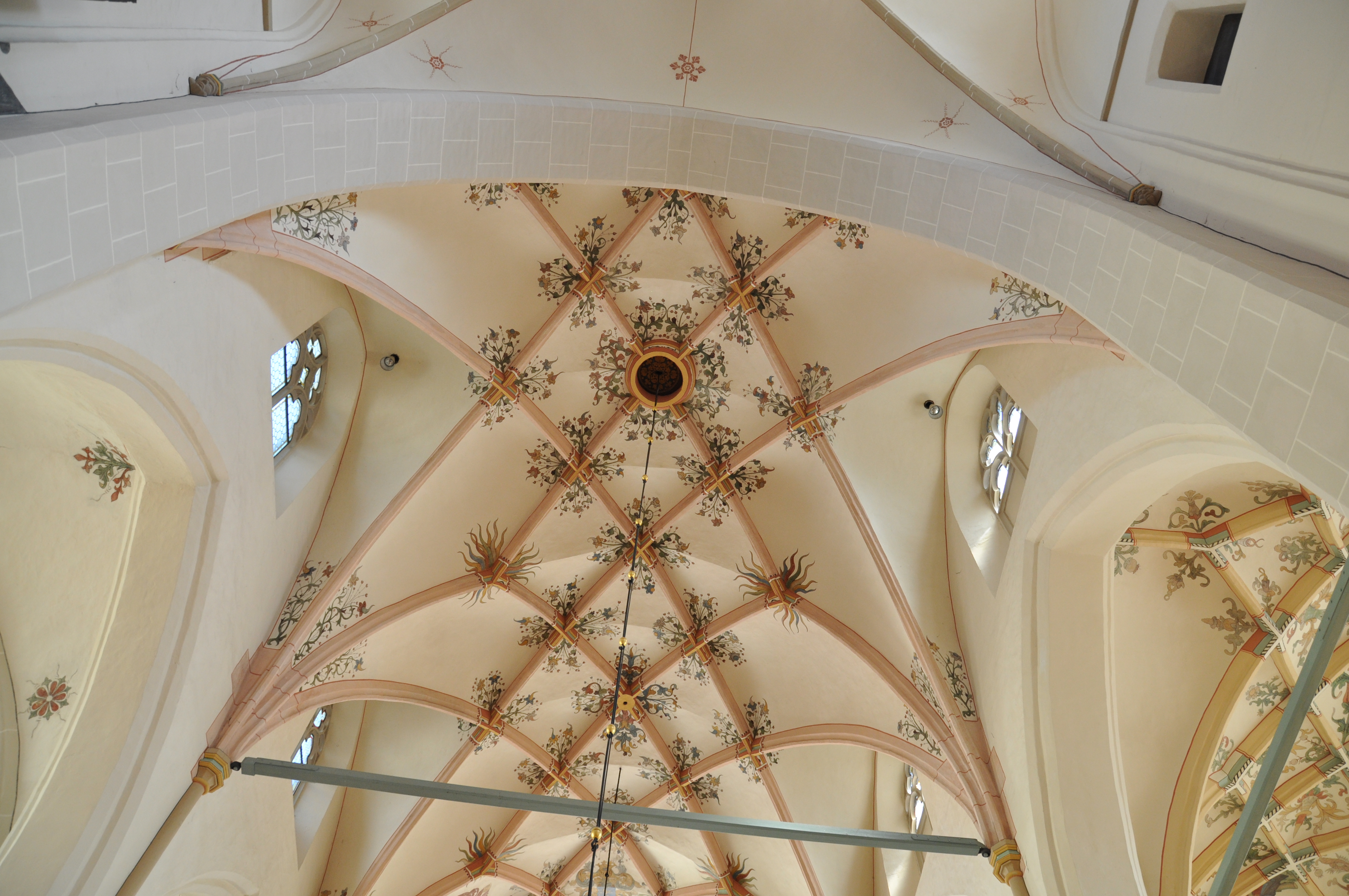
Deckenfresko im Kirchenschiff auf der Höhe des Taufbeckens
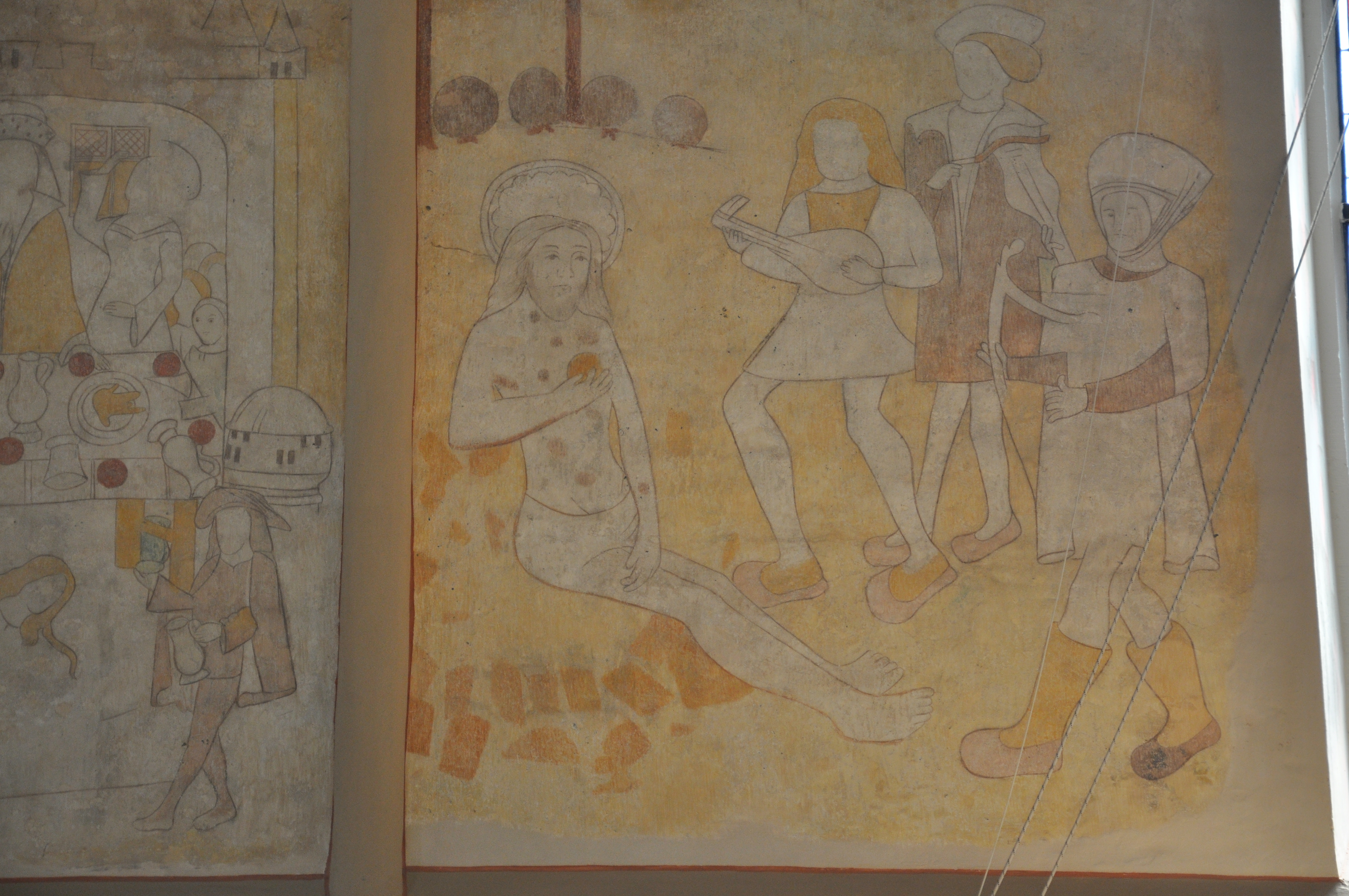
Wandmalerei, Detail.